# Russulaceae
Russulacées
Famille
Les Russulaceae (en français Russulacées) sont une famille de champignons, appartenant à l'ordre des Russulales, qui se caractérisent, entre autres, par une chair cassante comme de la craie et exsudant parfois du latex.

## Classification phylogénique

### Principaux clades proches des Russulaceae
- Agaricomycetes
  - Phallomycetidae
  - Clade des Russulales
    - Clade des Stereaceae
    - Clade des Russulaceae
      - Lactarius

  - Agaricomycetidae
    - Clade des Boletales
    - Clade des Agaricales

### Phylogramme des Russulaceae
Principaux clades et genres des Russulaceae
Certains taxons ne sont pas encore précisés, les analyses phylogénétiques distribuant certaines espèces du genre Gymonmyces.
- Agaricomycetes
  - Phallomycetidae
  - Clade des Russulales
    - Clade des Stereaceae
    - Clade des Russulaceae
      - Boidinia
        - Gloeopeniophorella

      - Pseudoxenasma
      - Russula
        - Martellia
        - Gymnomyces (1)
        - Macowanites

      - Lactarius
        - Zelleromyces
        - Archangeliela
        - Gymnomyces (2)
        - Cystangium

  - Agaricomycetidae

## Description des genres

### Liste des genres Linnéens
| Selon BioLib (22 novembre 2022) : - genre Arcangeliella Cavara - genre Boidinia Stalpers & Hjortstam - genre Cystangium Singer & A.H. Sm. - genre Elasmomyces Cavara - genre Gymnomyces Massee & Rodway - genre Lactarius Pers. - genre Lactifluus (Pers.) Roussel - genre Martellia Mattir. - genre Multifurca Buyck & V. Hofstetter - genre Pseudoxenasma K.H. Larss. & Hjortstam - genre Russula Pers. - genre Zelleromyces Singer & A.H. Sm. | D'après la 10e édition du Dictionary of the Fungi (2007) : - Boidinia Stalpers & Hjortstam 1982 - Cystangium Singer & A.H. Sm. 1960 - Lactarius Pers. 1797 - Macowanites Kalchbr. ex Berk. 1876 - Multifurca Buyck & V. Hofstetter 2008 - Pseudoxenasma K.H. Larss. & Hjortstam 1976 - Russula Pers. 1796 - Zelleromyces Singer & A.H. Sm. 1960 |

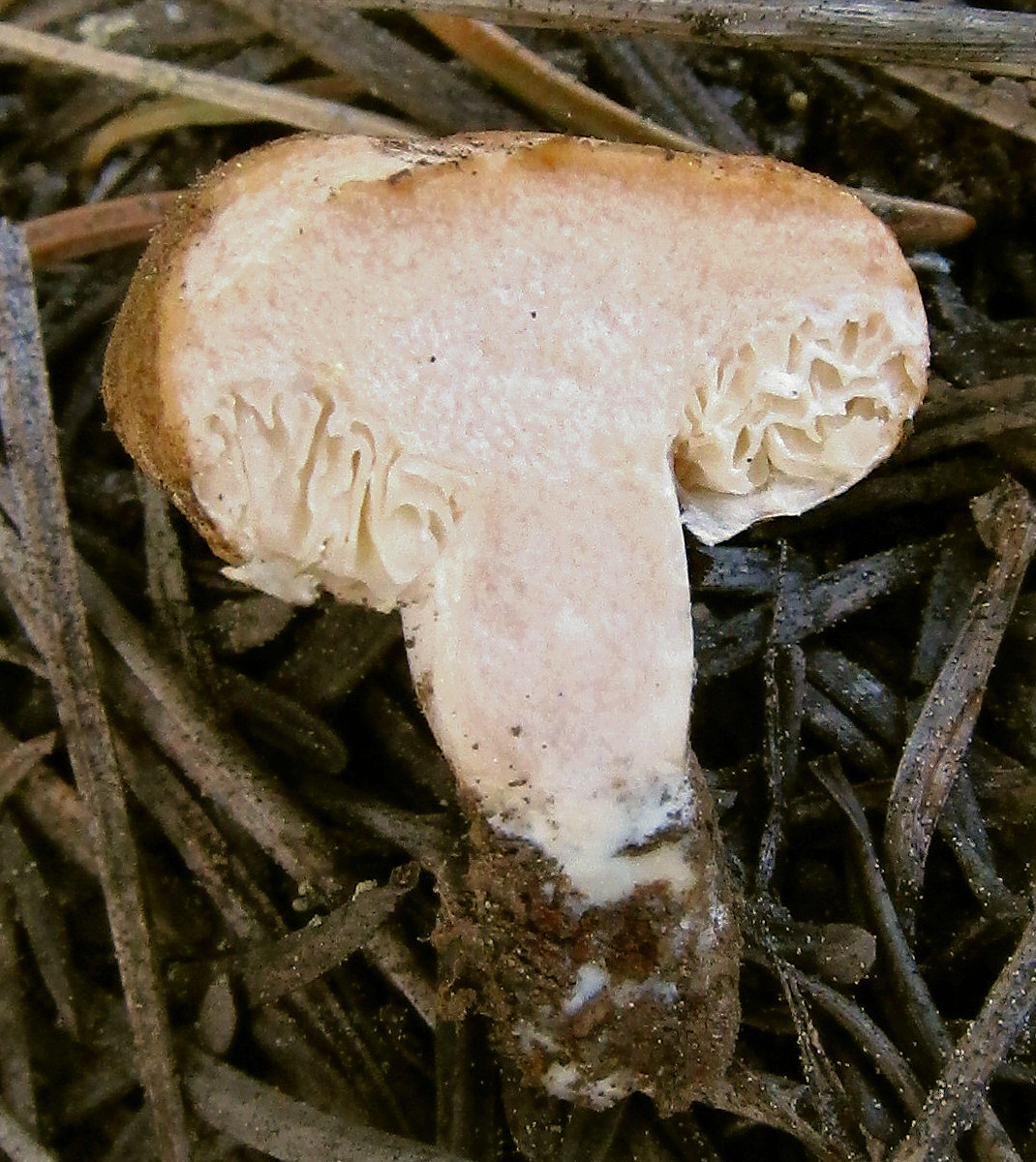
Arcangeliella crassa
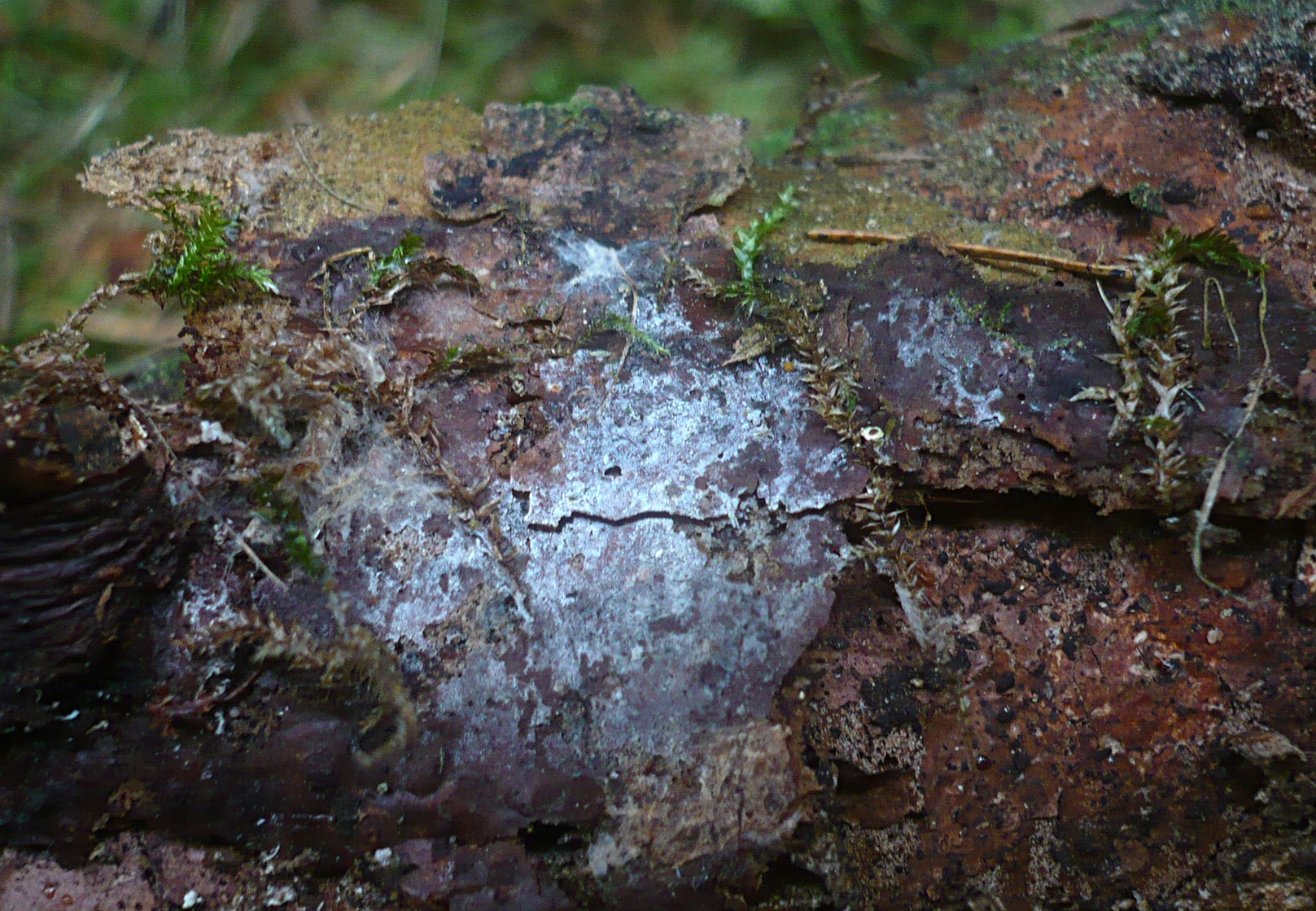
Boidinia furfuracea
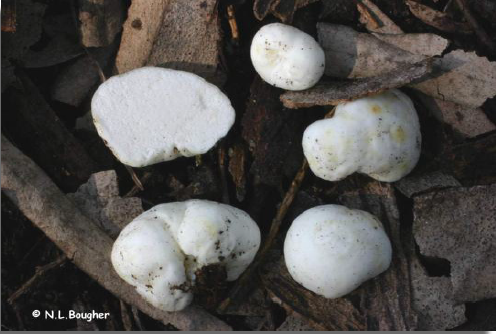
Cystangium balpineum
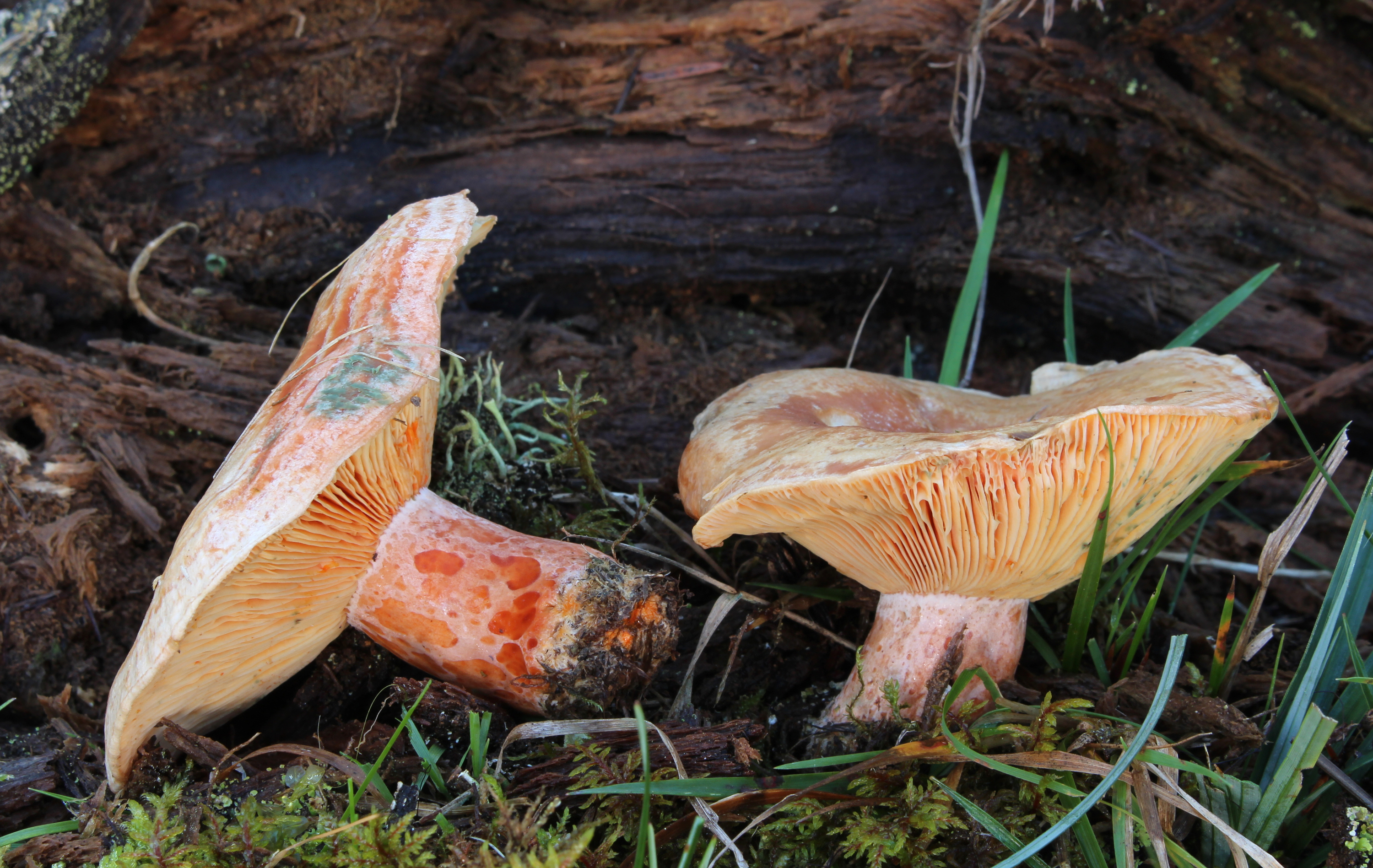
Lactarius deliciosus
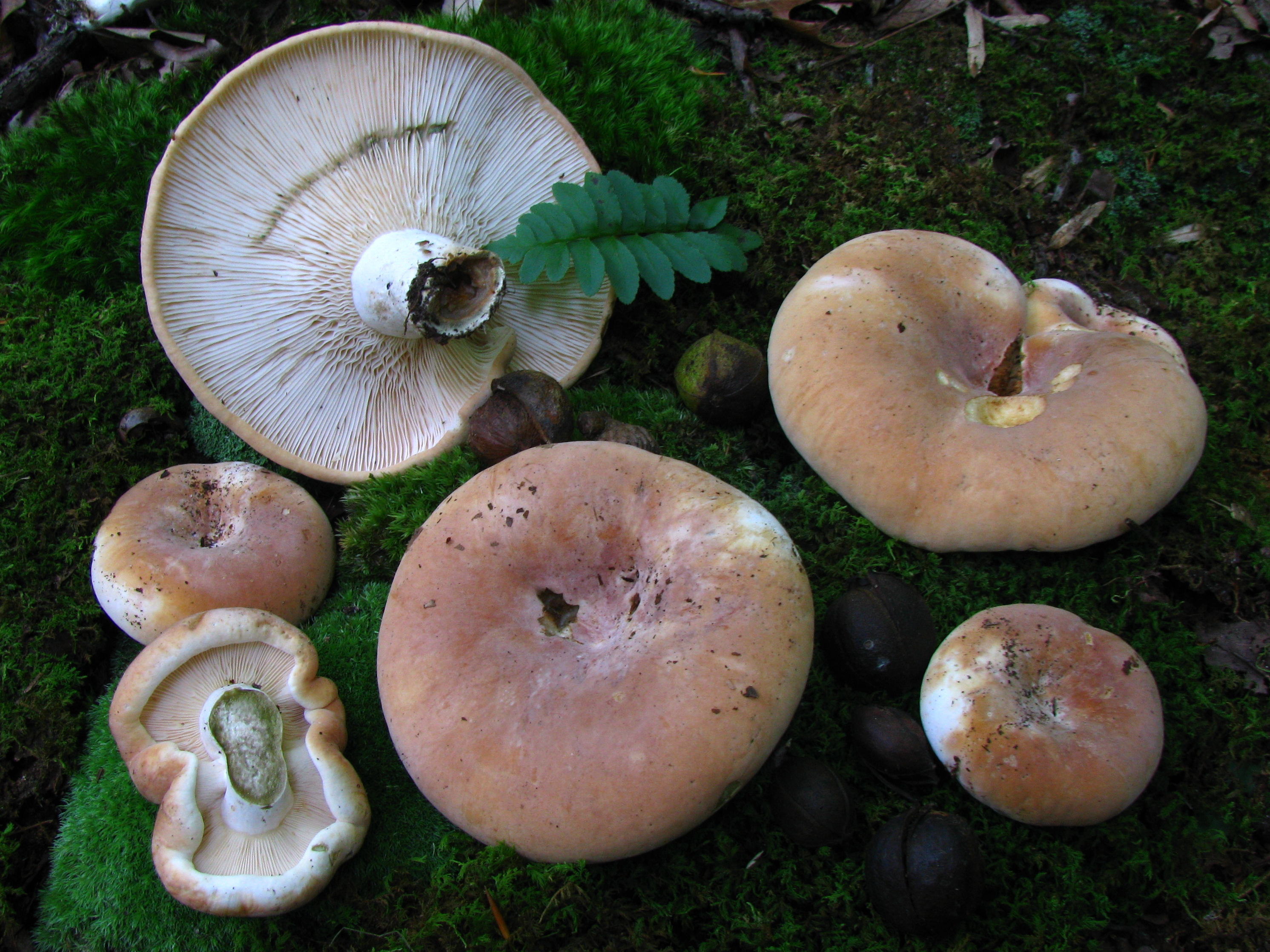
Lactifluus allardii
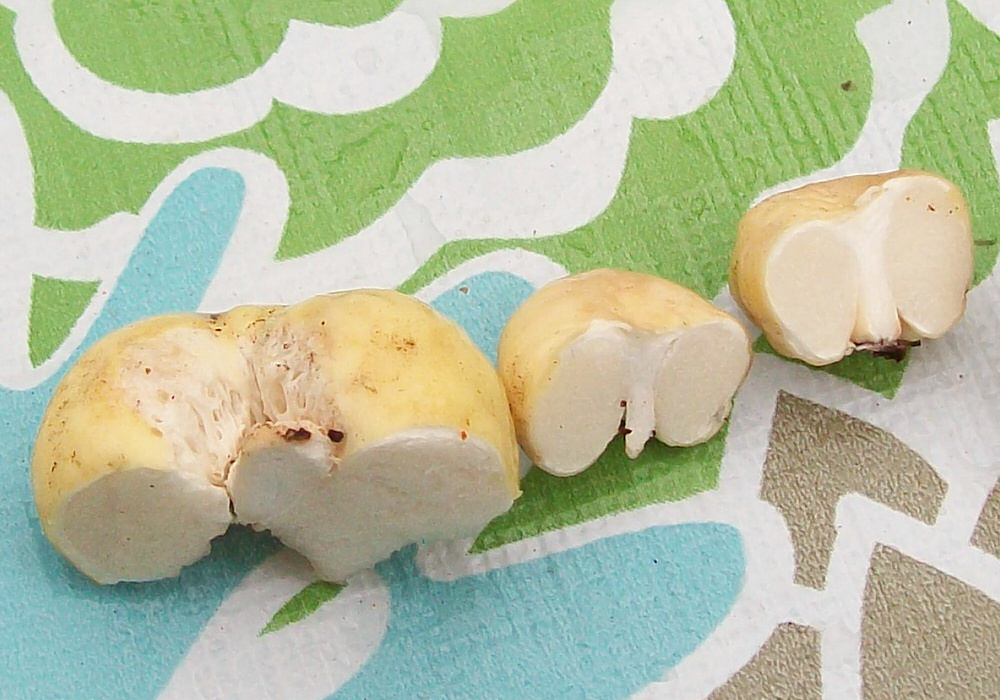
Macowanites luteolus
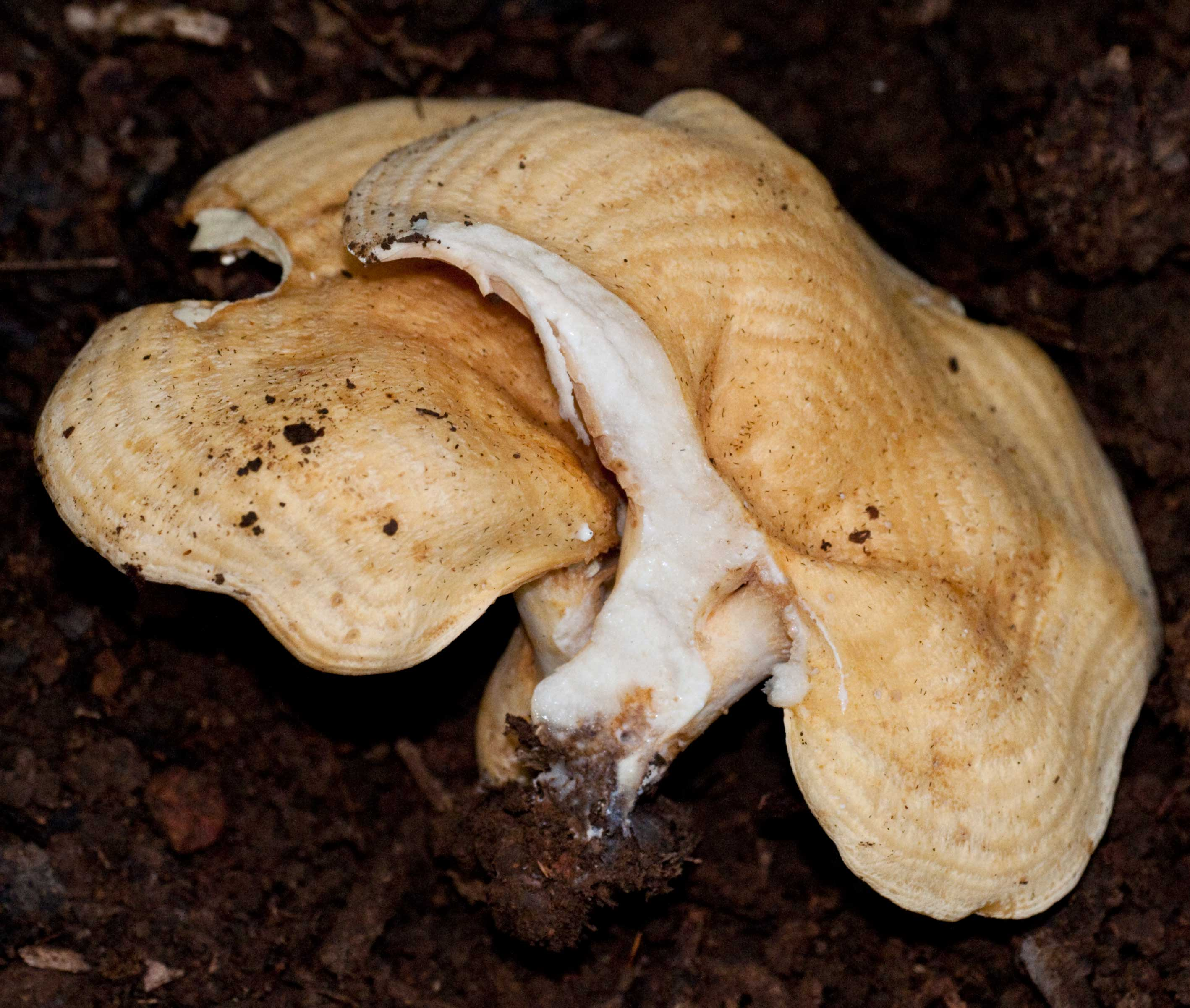
Multifurca sp.
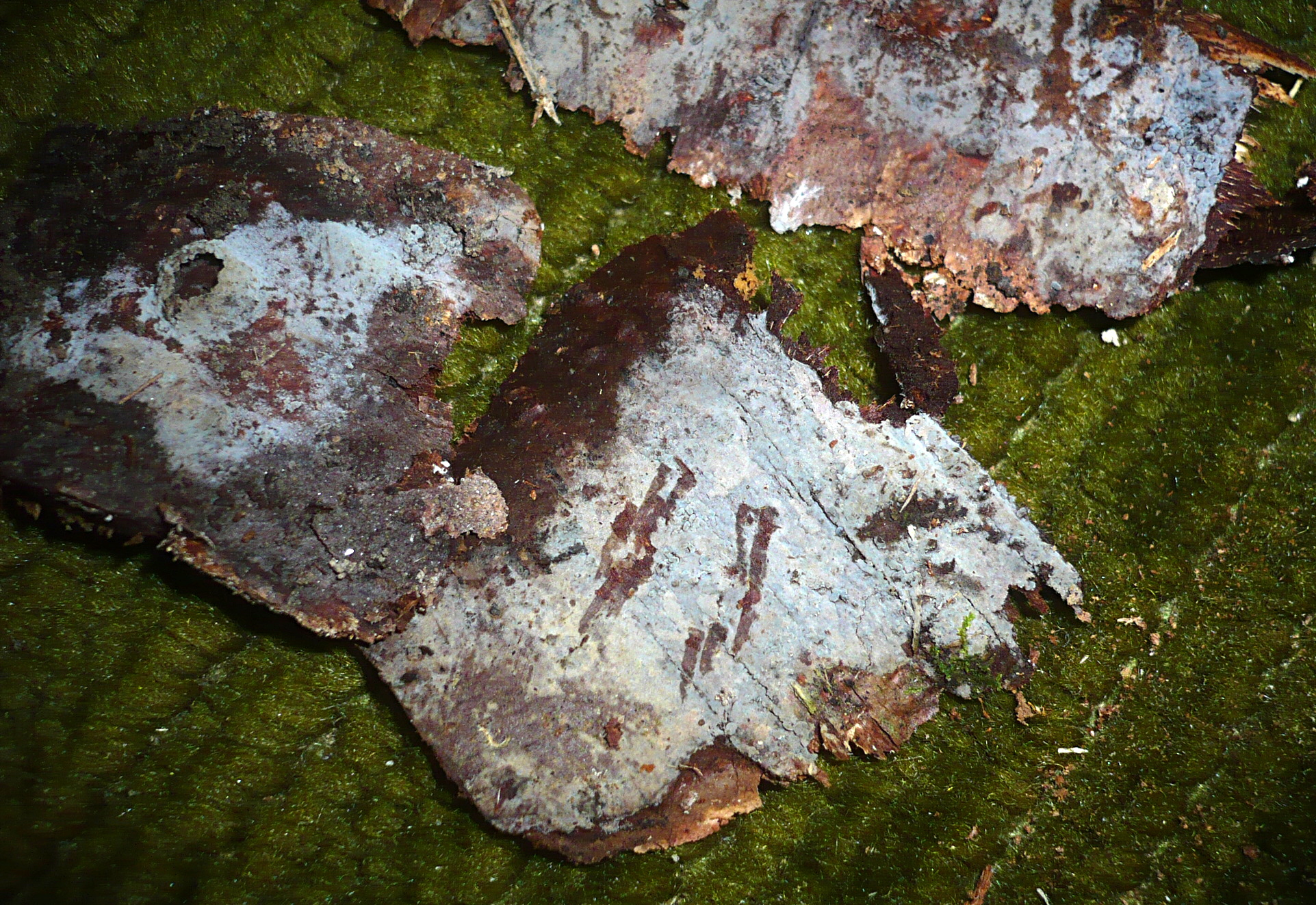
Pseudoxenasma verrucisporum
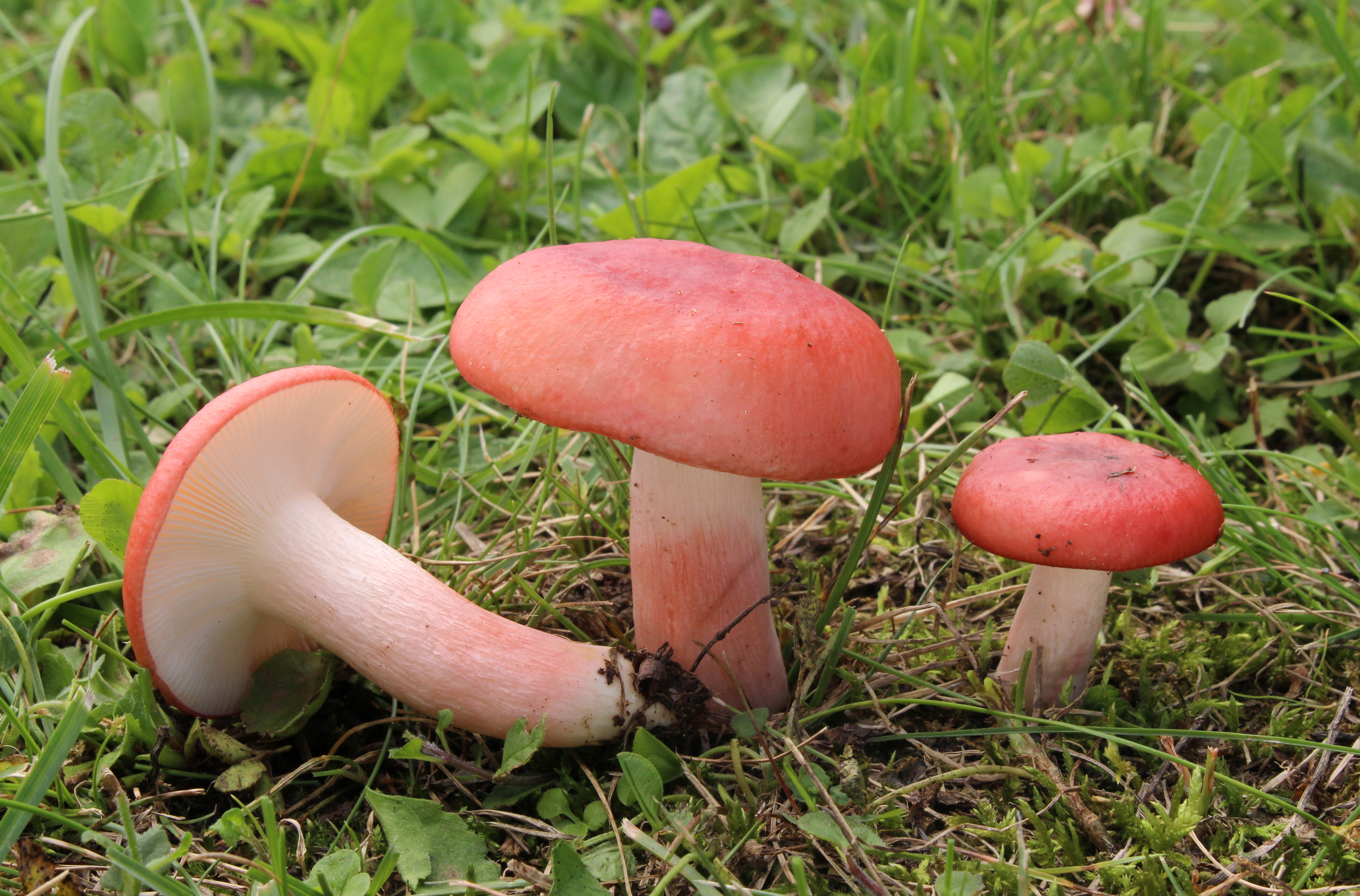
Russula sanguinaria
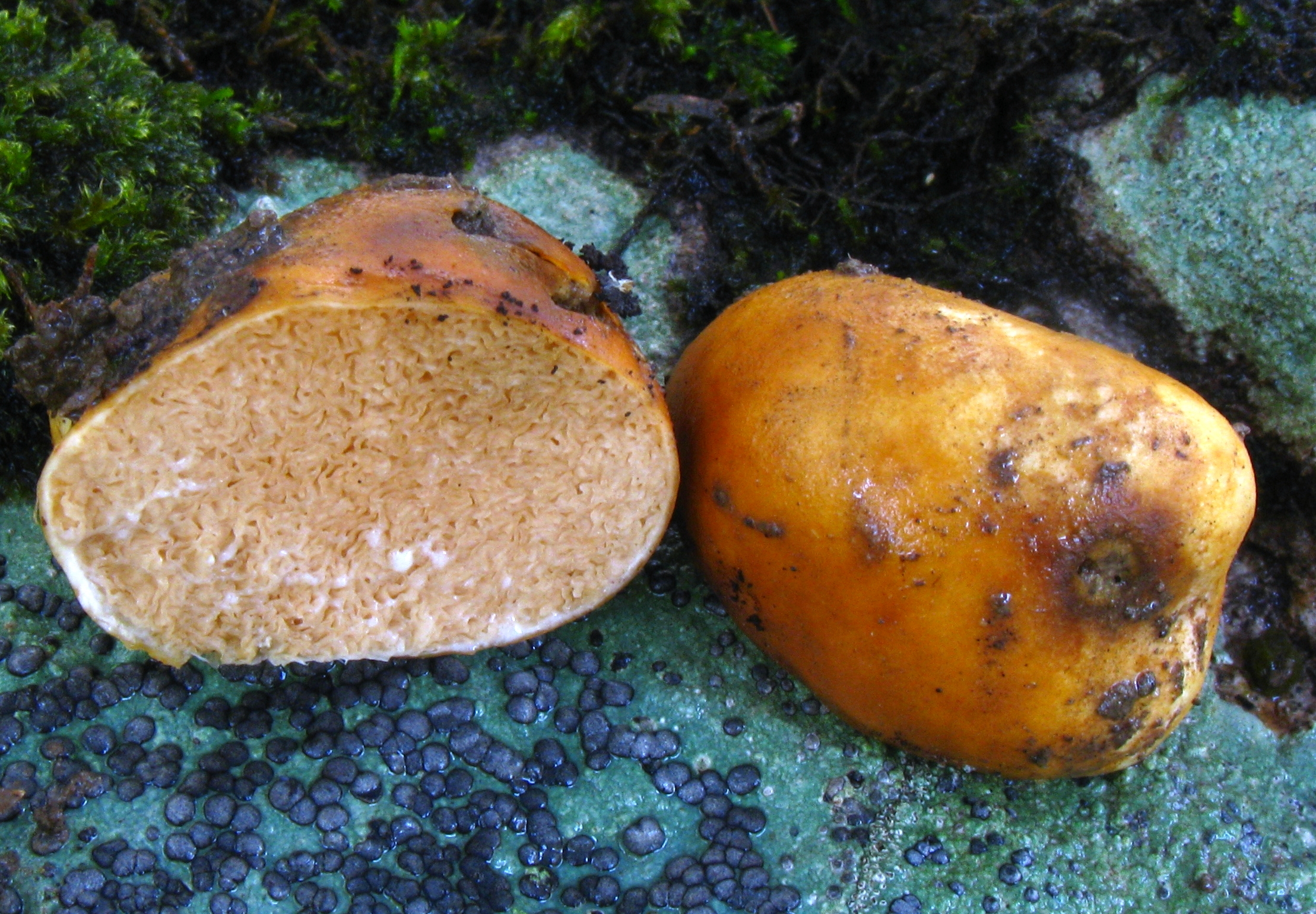
Zelleromyces cinnabarinus

## Taxonomie
Taxon : Russulaceae Lotsy, Vortr. bot. Stammesgesch.: 708 (1907)

Genre type : Russula Pers.
Validité nomenclaturale :
- Non Roze, Bull. Soc. bot. Fr. 23: 110 (1876), nom.inval., Art. 32.1(c) , Art. 32.1(b); Voir Art. 18.4.
- (en) Rolf Singer, The Agaricales in Modern Taxonomy, vol. 1, Koenigstein, Koenigstein Königstein im Taunus, Germany: Koeltz Scientific Books, 1986, 4e éd., 981 p., 73 pls. (ISBN 3-87429-254-1)